# اصطبل کاروانسرا
اصطبل کاروانسرا مربوط به دوره صفوی است و در شهرستان کهگیلویه، بخش مرکزی، شهر دهدشت، بافت تاریخی، روبروی کاروانسرای دهدشت واقع شده و این اثر در تاریخ ۱۸ شهریور ۱۳۸۷ با شمارهٔ ثبت ۲۳۳۵۴ به‌عنوان یکی از آثار ملی ایران به ثبت رسیده است.